# 도쿄 교향악단

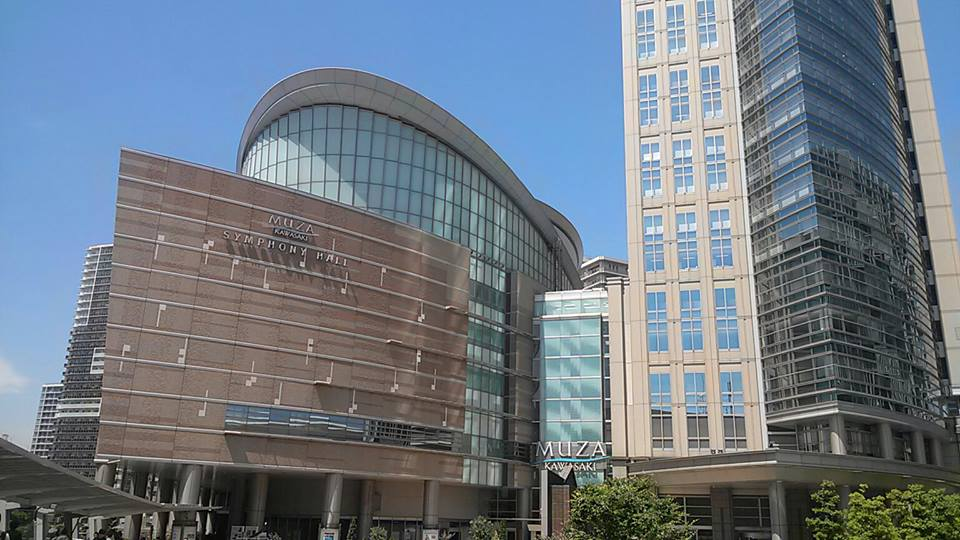

도쿄 교향악단(일본어: 東京交響楽団, Tokyo Symphony Orchestra)은 일본의 관현악단으로, 줄여서 '동향(東響)' 이라고 부르기도 한다. 1946년 4월 도호 영화사의 전속 악단인 '도호 교향악단'으로 창단되었으며, 히비야 공회당에서 개최하는 정기 연주회 외에 영화음악 녹음을 위주로 활동했다. 초대 상임 지휘자는 고노에 히데마로와 우에다 마사시가 공동으로 맡았다.
1950년 12월 도호 영화사의 파업 사태로 인해 1차 해산되었고, 이듬해 3월 영화사로부터 독립해 현재의 이름으로 재창단되었다. 1952년에는 마이니치 음악상을 받았고, 신일본 방송과 라디오 도쿄 두 방송사와 출연 계약을 맺었다. 1956년에는 재단 법인체 인가를 받았다.
1960년대 초반 홋카이도 방송과 도시바 레코드가 추가로 출연과 녹음 계약을 체결했고, 일본 작곡가의 현대 작품들을 음반으로 제작하기도 했다. 그러나 1964년에 방송사들과의 계약이 취소되면서 심각한 재정난에 빠졌고, 그 해 3월에 2차 해산되었다. 이 기간이 악단 역사상 가장 어려웠던 시기로 기록되고 있으며, 전직 이사장이 운영난을 비관해 자살하는 사건도 있었다.
같은 해 아키야마 가즈요시가 음악 감독 겸 상임 지휘자로 취임해 재결성했으며, 악단원들의 공동 출자와 협의에 의한 자주 운영 체제로 전환했다. 1976년에도 재정난으로 위기를 맞았으나, 곧 극복하고 미국과 캐나다, 멕시코에서 순회 공연을 개최했다. 1982년에는 대한민국 음악제에 초대되어 첫 한국 공연을 가졌고, 1986년에는 창단 40주년 기념으로 중국 순회 공연을 하기도 했다.
1990년 음악출판사인 옹가쿠노토모샤에서 수여하는 옹가쿠노토모상을 받았고, 1996년에는 교토 음악상과 석유회사 모빌에서 수여하는 음악상을 수상했다. 같은 해 일본 필하모닉 오케스트라와 함께 일본 문화청의 특별 지원 사업인 '아트플랜 21' 후원 대상으로 선정되기도 했다.
정기 연주회를 비롯한 주요 공연은 산토리홀에서 개최하고 있으며, 이외에 계절별로 개최하는 특별 연주회와 도쿄 예술극장 기획 프로그램인 '도쿄 예술극장 시리즈', 도쿄 오페라 시티 콘서트홀 기획 프로그램인 '헤이와 클래식 콘서트-도쿄 오페라 시티 시리즈', 지방 순회 공연, 신국립극장의 오페라나 발레 공연 반주, 병원과 학교 등지의 방문 연주회, 연말의 베토벤 교향곡 제 9번 특별 연주회 등의 활동을 하고 있다.
1999년과 2002년에는 각각 니가타시와 가와사키시 간의 프랜차이즈 협약을 체결했고, 그동안 지방에서는 연주가 뜸했던 메시앙이나 스트라빈스키 등의 근현대 작품들을 적극적으로 공연하고 있다. 2004년에는 40년 동안 음악 감독을 맡아오던 아키야마가 사임했고, 후임으로 현재 음악 감독은 영국 출신의 조너선 노트이다.

## 역대 지휘자 목록
- 고노에 히데마로 (1946-1950 상임 지휘자)
- 우에다 마사시 (1946-1964 상임 지휘자)
- 아키야마 가즈요시 (1964-2004 음악 감독 겸 상임 지휘자, 2004- 계관 지휘자)
- 위베르 수당 (1999-2004 수석 객원 지휘자, 2004/08 음악 감독)
- 오토모 나오토 (1991-2004 정지휘자, 2004- 상임 지휘자)
- 이이모리 노리치카 (1994-2004 전속 지휘자, 2004- 정지휘자)
- 조너선 노트 (2014/09 - 음악 감독)